# Matt Butcher
Matthew David Butcher (14 de maig de 1997) és un futbolista professional anglès que juga com a centrecampista per l'AFC Bournemouth de la Premier League.